# Auricolari

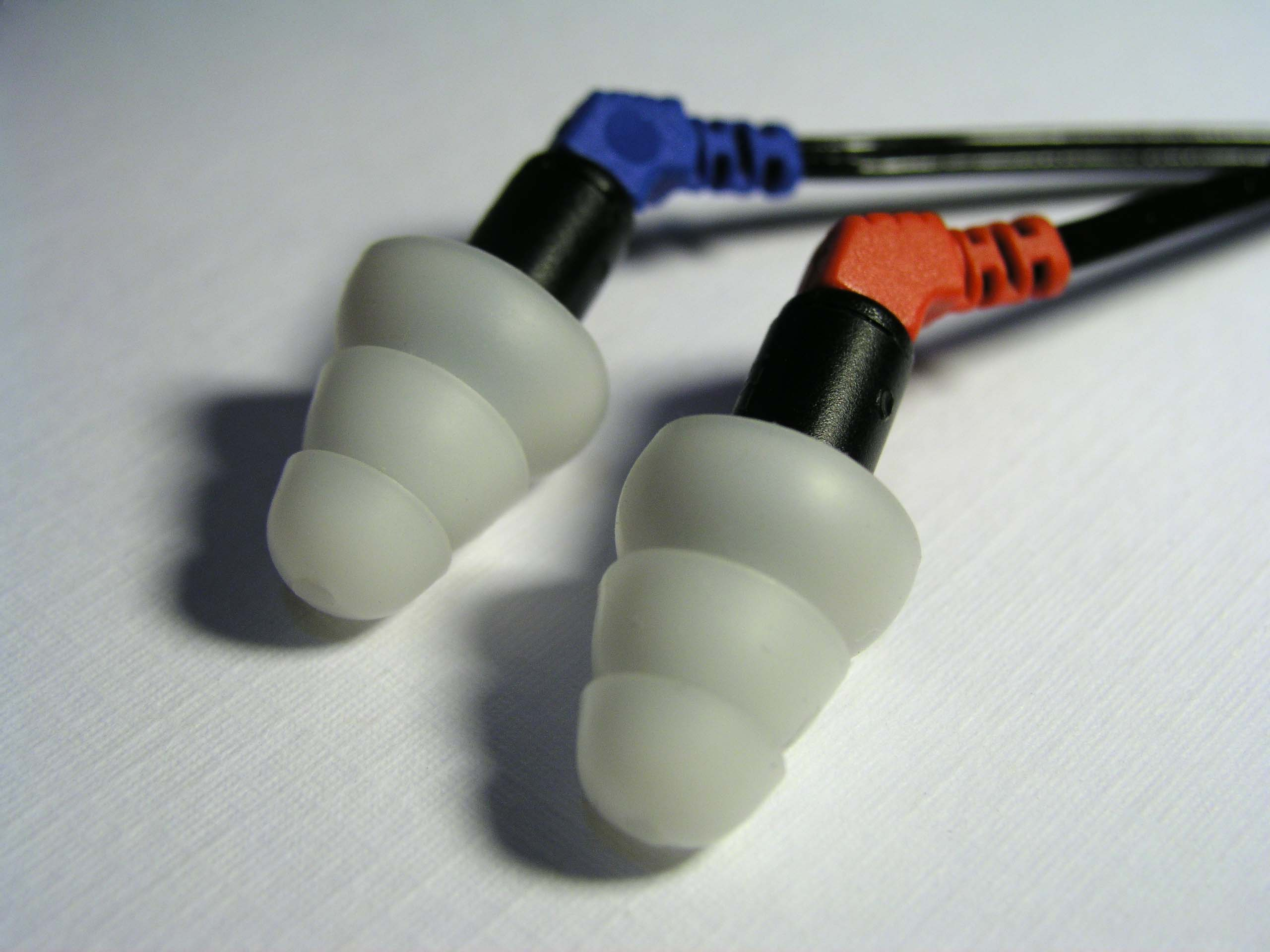
Auricolari in ear per i canali uditivi (infraurali).

Gli auricolari, detti anche cuffiette o cuffie, sono dei dispositivi trasduttori elettroacustici (solitamente doppi) da posizionare molto vicino al timpano delle orecchie (uno a destra e uno a sinistra), per poter ascoltare e/o monitorare segnali audio sterofonici (musica, film, telefonate, programmi radio e TV, ecc), ma anche monofonici, a volumi abbastanza alti da sovrastare i rumori esterni, ma anche abbastanza bassi per non disturbare i vicini.

## Uso
Le cuffie risultano indispensabili nelle comunicazioni via radio tra gruppi di persone: esempio tra il pilota di un aereo e la torre di controllo. Le cuffie sono comunque usate anche in ambito domestico per ascoltare musica senza disturbare le persone che sono vicine, oppure in ambito professionale. L'uso delle cuffie permette un'analisi accurata nei minimi dettagli di un qualunque tipo di suono, in particolare durante la fase di registrazione e missaggio di un brano musicale. Un posto particolare occupa l'uso della cuffia in alta fedeltà. L'impiego di cuffie stereofoniche di alta qualità consente di raggiungere un rapporto intimo ed intenso con la musica, inoltre in commercio sono presenti anche delle cuffie stereofoniche di alta qualità con cancellazione attiva del rumore, permettendo così di isolare i rumori esterni e di godere al pieno della musica.
Il pathos ed il coinvolgimento colpiscono l'immaginario dell'ascoltatore grazie alla definizione sonora ed alla dinamica, ma il risultato non può comunque essere del tutto paragonabile alla realtà di un concerto dal vivo poiché viene a mancare l'impatto fisico prodotto dalla pressione sonora live. In particolare ricordiamo che le frequenze più basse vengono condotte all'orecchio non tanto dal padiglione auricolare quanto piuttosto dal corpo stesso (sistema osseo, scatola cranica, cassa toracica). Per sperimentare questa sensazione ci si può recare in una cattedrale durante l'esecuzione di musica per organo a canne. Il basso d'organo (possente e profondo) è percettibile anche a livello fisico in modo emozionante. Questa sensazione non sarà mai fornita dall'ascolto in cuffia, per ovvie ragioni.

## Descrizione

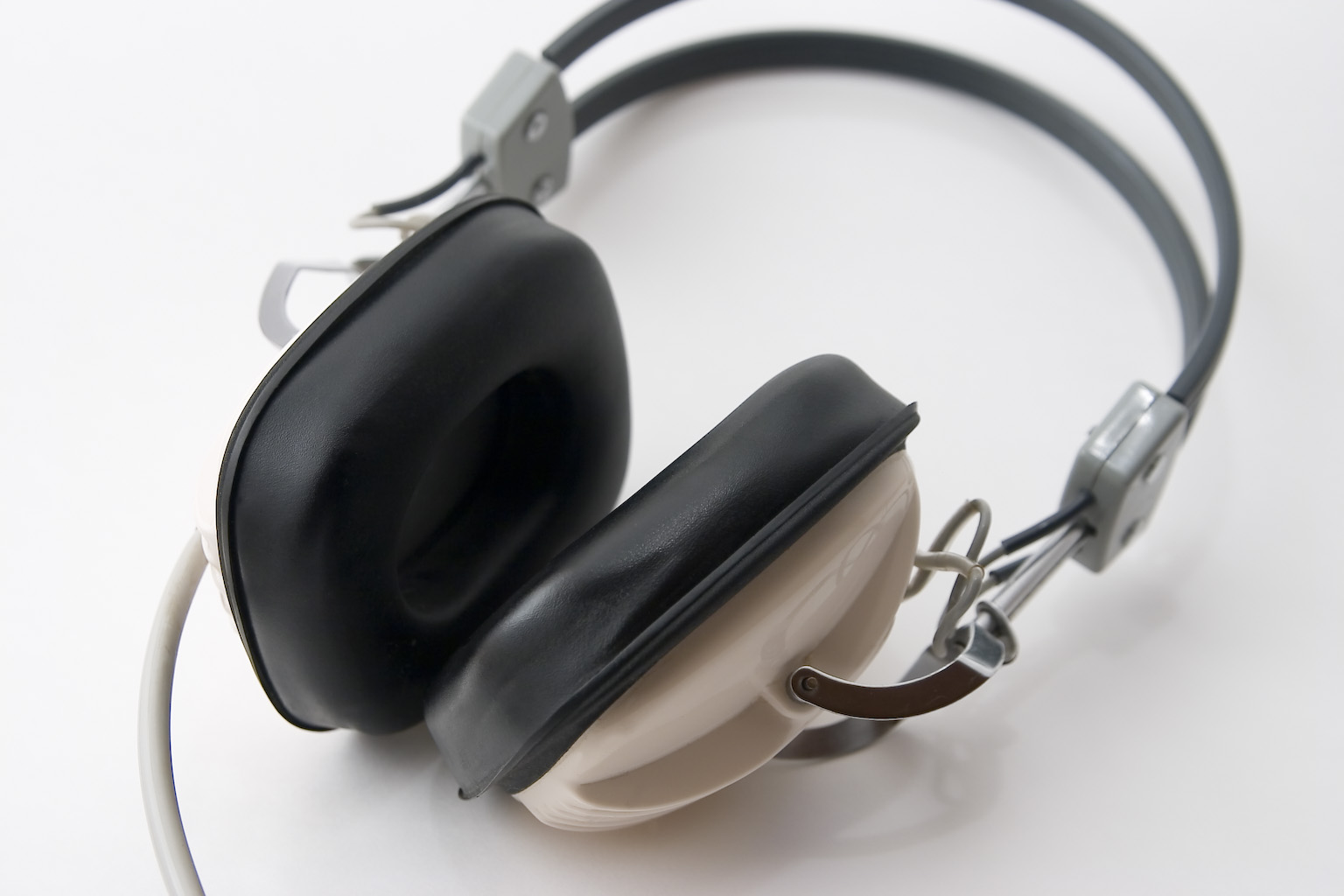
Cuffia chiusa, a padiglioni grandi circumaurali.

Col termine auricolari, si intende più comunemente la tipologia da applicare dentro il canale uditivo, detti infraurali. Col termine cuffie, si intende la tipologia esterna alle orecchie e più ingombrante, che comprende i modelli detti sovraurali, da posizionare sopra le orecchie, e circumaurali, con cuscini d'imbottitura insonorizzante che appoggiano intorno al padiglione auricolare, evitando di premerlo contro la testa e migliorando il comfort.
Si possono collegare più o meno indifferentemente ai vari dispositivi che presentano una presa per cuffie o per auricolari, come walkman, radio, lettori CD, smartphone, lettori MP3, amplificatori stereo, ampli cuffie, ecc. e possono essere usati sia in movimento (in viaggio, a passeggio, ecc) che in postazione fissa (sulla poltrona, sul divano, ecc). Ovviamente, sono stati ideati per un utilizzo mobile.
Il dispositivo può essere anche monocassa, cosa che obbliga ad un ascolto monofonico, tipo gli auricolari per telefonia o per altri scopi in cui serve avere un orecchio libero e non serve un ascolto stereofonico o binaurale.
Tecnicamente, l'ascolto stereofonico in cuffia, necessiterebbe di un programma sonoro appositamente creato per l'ascolto in cuffia (registrazione binaurale), ma è possibile sfruttare le registrazioni sereofoniche comuni.
Le cuffie si dividono in diverse categorie:

## Auricolari
Gli auricolari sono le cuffiette più comuni in dotazione ai piccoli dispositivi elettronici portatili (walkman, telefoni, ecc.), che permettono la massima trasportabilità. Gli auricolari possono essere ottimizzati nella forma e direzione del suono, in particolar modo quelli che rimangono nel padiglione auricolare; questa categoria di auricolari possono essere dotati di archetto esterno (hanging ear ) od interno (StayHear ) che ne facilita il mantenimento della posizione.
Gli auricolari possono funzionare secondo diversi metodi di trasmissione del suono:
- Aereo sistema più diffuso, dove la conduzione del suono avviene tramite la variazione di pressione dell'aria.
- Osseo la conduzione avviene tramite la via ossea.

Il collegamento degli auricolari può essere di vario genere:
- Cablata, soluzione che permette una struttura più semplice dell'auricolare
- Senza fili, gli auricolari sono collegati con varie tecnologie senza fili al dispositivo che genera o trasmette la musica agli auricolari
  - Collegate tra loro, gli auricolari sono connessi tra loro
  - Completamente senza fili, gli auricolari sono completamente senza fili, in molti casi si tratta di monoauricolare, ma questa soluzione può essere usata anche per sistemi a due auricolari (destro e sinistro).

### Infraurali
O intraurali (denominazione inglese: in ear) è quella particolare configurazione con l'elemento da inserire nel condotto uditivo, fatto di gomma o di spugna, e fornito in differenti misure, in quanto sostituibile ed adattabile all'individuo. Vengono sorretti dallo stesso canale, quindi non richiedono supporti ulteriori o accessori, oppure, in base ai modelli, ne hanno di molto ridotti. Questa tipologia permette di ottenere i vantaggi di portabilità e leggerezza delle cuffiette auricolari e un buona insonorizzazione generale. Il difetto principale è una debole risposta alle basse frequenze, a causa della piccola dimensione dei trasduttori elettroacustici interni.

### Da padiglione

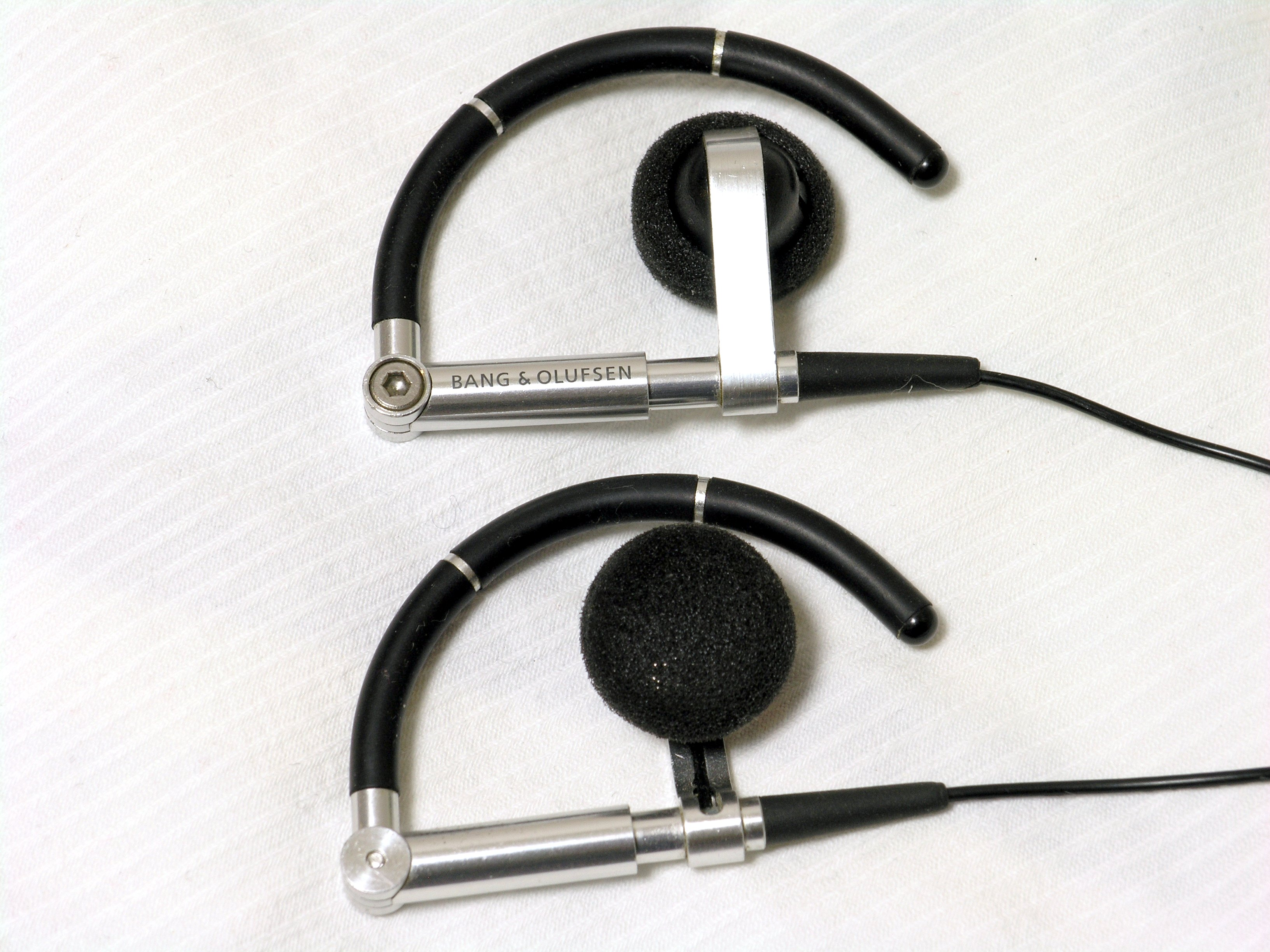
Con archetto di supporto padigliare

Si posizionano nella conca del padiglione auricolare tramite un supporto padigliare, il quale permette la stabilità della cuffietta; in questo caso non appoggia unicamente sul trago e sull'antitrago. Un altro accorgimento che può essere presente, è il perimetro gommato o il rivestimento poroso rimovibile e lavabile, che permettono una migliore adesione; questa categoria di cuffietta però, pur garantendo una leggerezza e portabilità elevata, non permette un'insonorizzazione ottimale negli ambienti rumorosi.
Un accorgimento che ha preso maggiore piede nel XXI secolo è una conformazione anatomica del diffusore, con soluzioni più o meno elaborate, alcune sviluppate seguendo la morfologia dell'individuo.

## Cuffie esterne
Possono avere dimensioni piuttosto variegate, dalla piccola cuffietta sovraurale, con concuscinetti in spugna e archetto di appoggio, leggerissime (50-80 g), alla gigantesca cuffia circumaurale (500 g e più), con trasduttori grandi come le orecchie, il resto del padiglione cuffia ancora più grande e pesante, ed un sistema di archetto d'appoggio sulla testa attrezzato di vari sistemi autoregolanti e di comodità adeguata al peso.
Le cuffie si differenziano dagli auricolari, per il supporto rigido che unisce le due casse, le sorregge sul capo dell'utente e ne determina una forza di stretta per mantenerle agganciate alle orecchie. La regolazione di questa pressione è individuale e soggettiva, perciò ognuno dovrebbe valutare personalmente come sistemarla e adattarla alle proprie esigenze (se è possibile farlo).

### Sovraurali (on ear)
Le cuffie sovraurali si appoggiano sui padiglioni auricolari, tendono ad avere trasduttori di medie dimensioni (25–50 mm) ed anche se più confortevoli per l'orecchio, rispetto alle infraurali (ma è sempre una questione di soggettiva e individuale), possono risultare scomode se usate per lunghi periodi, per via del peso maggiore e soprattutto per la pressione dell'archetto che le stringe sulle orecchie, o per l'interferenza con la capigliatura, ecc.

### Circumaurali (over ear)
Queste sono le cuffie più grandi e per certi versi più comode, in quanto i cuscinetti auricolari circondano completamente l'orecchio, ma anche quelle più pesanti ed ingombranti. Le casse esterne delle cuffie più grandi, garantiscono una migliore resa del suono, specialmente alle basse frequenze, grazie alla maggior dimensione dei trasduttori (da 40 a 80 mm) e ad una minor dispersione, della cassa chiusa (insonorizzazione passiva attuata dalle coperture esterne).

## Monocassa

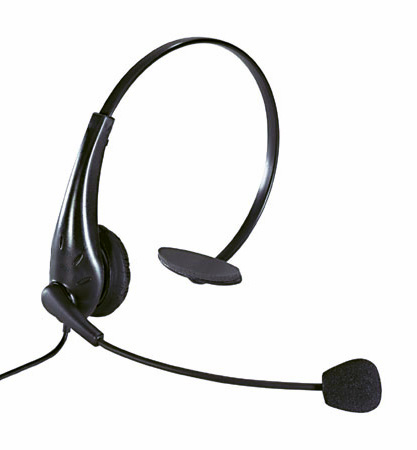
Cuffia esterna monocassa con microfono per telefonia

Tra gli estremi delle cuffie, come dimensioni e pesi, vi sono alcuni modelli a monocassa, di dimensioni medie e medio-piccole, usate per lo più in telefonia, con un orecchio libero ed un microfono per la voce.

## Senza fili (wireless)
Tra i vari modelli (auricolari e cuffie), esistono anche quelli senza fili, che sfruttano varie tecnologie differenziate. Il segnale, infatti, può essere trasmesso tramite raggi infrarossi, bluetooth, oppure altre tecnologie wireless (radio), quali le normali connessioni wi-fi, in radiofrequenza analogica oppure digitale (in Europa a 2,4 e 5 Ghz). In questi casi, il sistema è costituito da un trasmettitore collegato all'apparecchio riproduttore (televisore, Hi-fi, radio), il quale trasmette il segnale al ricevitore integrato nella cuffia. La necessità di alimentare sia il circuito di ricezione che gli auricolari (venendo a mancare il cavo) introduce il problema dell'autonomia limitata nel tempo, ed il conseguente bisogno di ricarica.
Al vantaggio di non avere fili si contrappone tuttavia la resa sonora, inferiore alle migliori cuffie ad alta fedeltà cablate, dovuto ai problemi di trasmissione, sia della quantità di informazioni che dai problemi d'interferenza con gli altri segnali; problemi che possono essere abbattuti anche quasi totalmente se vengono usate soluzioni sofisticate e di qualità, ma che portano ad un innalzamento del prezzo.

## Accorgimenti
Tutte le categorie di cuffie possono essere o meno munite di microfono, dove nei modelli esterni è generalmente posizionato su un'asta orientabile, mentre nelle cuffiette auricolari o in-ear è posto sul cavo della cuffietta (o posto direttamente su una prolunga della cuffietta, nei modelli wireless).
Un altro sistema che può essere presente nella cuffia è un software che riduce in modo attivo il rumore esterno, andando a modificare il segnale acustico in base al rumore esterno.

## Cuffia hi-fi
Esistono diversi tipi di cuffie ad alta fedeltà, la magnetodinamica semplice è costituita esattamente con una coppia di altoparlanti come quelli dei comuni diffusori audio, ma di ridotte dimensioni (da 8 a 80 mm circa). La isodinamica, può essere a sua volta di due tipi:

### Elettrostatica
che usa dei pannelli elettrostatici polarizzati a tensioni elevate rispetto alle cuffie dinamiche, e non è dotata dei convenzionali trasduttori magnetici ma pannelli polarizzati elettricamente, e può essere dotata di un circuito alimentatore, integrato all'interno del proprio adattatore di accoppiamento da abbinare all'uscita di potenza dell'amplificatore, oppure in altri casi con appositi amplificatori dedicati; una cuffia elettrostatica ha quindi bisogno di un piccolo apparecchio in più. Una cuffia elettrostatica di solito presenta una risposta in frequenza più lineare rispetto ad una cuffia dinamica a fronte di un minore impatto sui transienti nelle basse frequenze, ma - di solito - è anche più costosa. Basti pensare che lo spessore del diaframma di emissione di alcuni modelli di cuffie Stax, storico costruttore giapponese di queste cuffie, è di soli 1,35 μm. Questa caratteristica permette un'amplissima estensione in frequenza, dichiarata da 6 Hz a oltre 40 kHz; in alcuni modelli di altri produttori, il limite superiore di frequenza dichiarato supera i 100 kHz.

### Magnetoplanare
Anche ortodinamica, queste cuffie sono isodinamiche come quelle elettrostatiche, e di maggiore qualità tecnico-costruttiva rispetto a normali magnetodinamiche, e richiedono tolleranze di lavorazione molto piccole, ma al contempo sfruttano dei sistemi magnetici e non elettrostatici. Per tale ragione sono considerate un'opzione che coniuga i due tipi precedenti. Constano in linea di principio di membrane rigide solidali a bobine di grane diametro oppure in alternativa membrane che incorporano bobine piatte spiralizzate ed estese sulla superficie, e altra differenza rispetto alle magnetodinamiche, i magneti sono altresì piatti ed estesi sotto l'area stessa della membrana e non limitate alla zona perimetrale. I costruttori possono in questo caso privilegiare un comportamento più simile a quello delle elettrostatiche o dei modelli magnetodinamici, o combinare diverse caratteristiche nello sforzo di prendere i vantaggi dei due sistemi.
Molti audiofili considerano la cuffia stereofonica un valido trasduttore per l'ascolto di musica registrata, opinione comunque non condivisa in modo unanime. Occorre altresì dire, che è nella fase di missaggio di un brano musicale stereofonico che viene ottimizzata la riproduzione, privilegiando l'ascolto con una coppia di diffusori oppure con una cuffia stereofonica; con la presa diretta binaurale del suono con testa artificiale, tramite sofisticate procedure si può ottenere l'identica riproduzione spaziale del suono, sia con una coppia di diffusori che con una cuffia stereo.

### I componenti

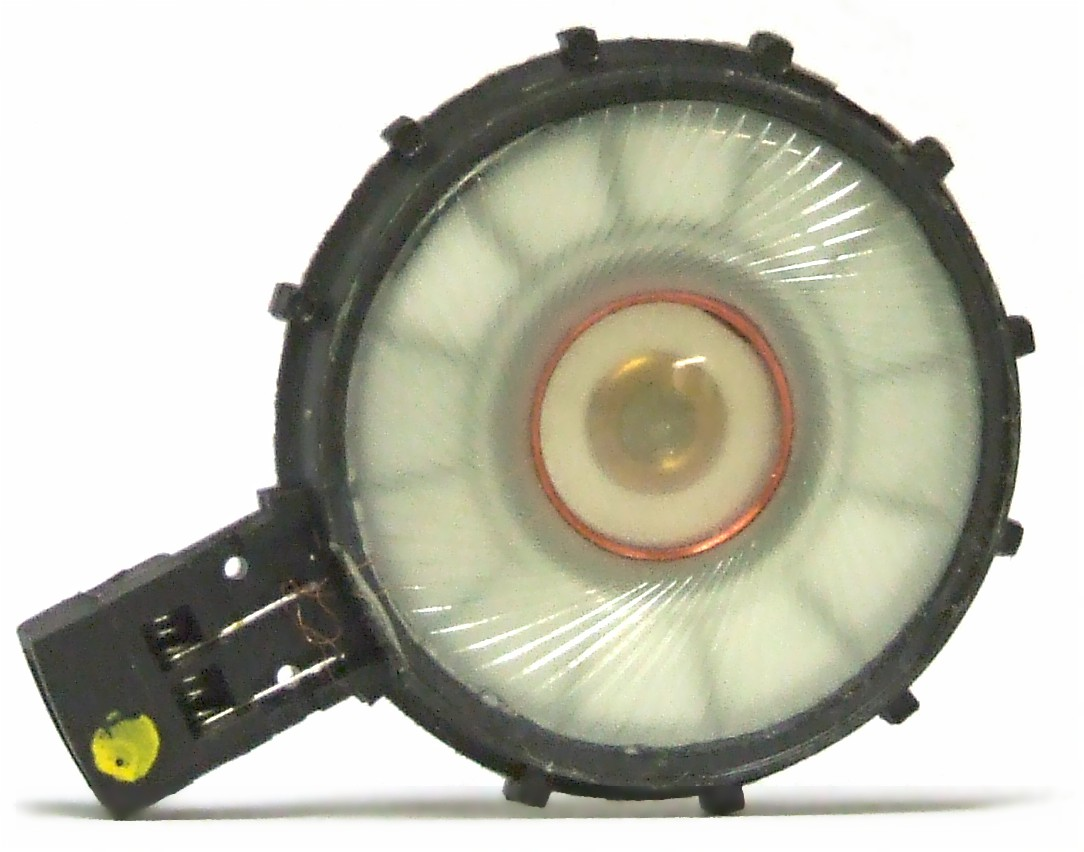
Auricolari con membrana trasparente e senza la copertura esterna

La struttura di questo tipo di cuffie per alta fedeltà è composta da un archetto flessibile che può essere in metallo o plastica, ai lati del quale sono fissati i padiglioni contenenti gli altoparlanti. Da parte del costruttore vengono adottati vari accorgimenti volti ad offrire sia un buon comfort, dato che l'oggetto può essere tenuto sulle orecchie anche molte ore, sia offrire le migliori prestazioni di ascolto. Sulla sommità della testa non poggia direttamente l'archetto di supporto dei padiglioni, bensì un secondo archetto parallelo al primo, costituito da materiale morbido, solitamente pelle animale o sintetica, oppure velluto; in modo analogo è costituita la guarnizione dei padiglioni volta a chiudere quasi ermeticamente l'orecchio all'interno di questi.
Un parametro espresso in dB indica il grado di isolamento acustico rispetto all'ambiente esterno; questa caratteristica veniva tenuta in grande considerazione negli anni 60-70 da una delle società considerate pioniere in questo campo, la statunitense Koss.
La guarnizione attorno ai padiglioni delle prime versioni dello storico modello PRO-4 dinamico erano costituite da una camera d'aria in materiale plastico flessibile, riempita al suo interno di olio. Per ottenere buona qualità del suono riprodotto al pari dei diffusori, i padiglioni devono avere massima rigidità e insensibilità alle vibrazioni: solitamente sono realizzati in resine plastiche ad alta densità.
Nel 1989 la Sony mise in commercio un modello ad alte prestazioni (MDR-R10) il quale aveva i padiglioni realizzati con un legno particolare, stagionato 200 anni, ad un prezzo sul mercato italiano di 5 milioni di lire (circa 6 mila euro del 2024).
Alcuni modelli incorporano nei padiglioni piccoli potenziometri per permettere la regolazione del volume audio.
Lo sdoppiamento del cavo stereofonico può avvenire all'esterno dei padiglioni oppure all'interno di uno di questi; in questo caso si ha il vantaggio di avere l'ingresso del cavo unicamente in un solo padiglione.

## Specifiche tecniche
Esistono quattro parametri principali da prendere in considerazione per valutare la qualità delle cuffie.

### Risposta (in frequenza)
È la gamma di frequenze che la cuffia è in grado di riprodurre. La risposta in frequenza viene, di solito, espressa in Hz (o in multipli di hertz). Una buona cuffia deve poter offrire la possibilità di ascoltare tutti i suoni percepibili dall'orecchio umano, seguendo la curva isofonica. L'intervallo di suoni teoricamente percepibile dall'uomo va da ~ 16 a 20 000 Hz. Si parla, in questo caso, di “percezione teorica” perché, in realtà, solo un “orecchio” ben allenato, “sano” e giovane, riesce a percepire tutti i suoni compresi in questo spettro: generalmente, invece, un orecchio medio percepisce una gamma di frequenze compresa tra 20 e 16 000 Hz o anche meno (da 25 a 12 000 Hz). Pertanto una buona cuffia dovrebbe avere una risposta in frequenza di almeno 16 - 20 000 Hz; se risulta inferiore significa che verrebbero “tagliati” o perlomeno fortemente attenuati i suoni con frequenza molto bassa e quelli con frequenza molto alta, pertanto la cuffia non riprodurrebbe fedelmente il brano musicale. Ancora meglio se la risposta in frequenza è pari a 10 - 30 000 Hz. Risposte in frequenza più ampie, anche se non sono percepite normalmente da un orecchio umano non allenato, indicano comunque una migliore qualità della cuffia, e una migliore risposta sulla gamma audio.

### Linearità (della risposta in frequenza)
Strettamente legato al primo, indica quanto è costante il livello del suono emesso, spaziando tra i due estremi di frequenza dichiarati. Ottenere la linearità assoluta non è tecnicamente possibile, in qualche punto nell'intervallo di frequenza dichiarato si avranno delle esaltazioni o attenuazioni del segnale riprodotto. Lo scostamento medio rispetto ad un segnale di riferimento è espresso in dB, minore è il valore, migliore risulta la linearità della cuffia. Questo dato, sempre fornito allegato agli amplificatori, non sempre viene fornito dai produttori di cuffie e diffusori, il miglior modo di rappresentarlo è fornirlo sotto forma di grafico, come avviene per gli amplificatori.

### Sensibilità
È il valore di quanta pressione acustica espressa in dB riesce a fornire (analogo ai diffusori), dato un preciso valore di tensione applicato. Questo dato indica il massimo livello di suono riproducibile fedelmente. Più il valore in dB è elevato (più è alta la Sensibilità), più alto è il volume di suono riprodotto in modo fedele. Delle buone cuffie dovrebbero avere una sensibilità pari o superiore ad 85 dB (valori inferiori potrebbero indicare una cuffia di basse prestazioni). Le cuffie audio ad alta fedeltà hanno generalmente un valore di sensibilità molto elevato e compreso tra i 95 dB ed i 109 dB (ottimo valore); alcune cuffie dichiarano anche valori pari o superiori a 110 dB. Accade frequentemente che trasduttori di maggiore sensibilità soffrano di minore linearità.

### Impedenza
L'impedenza è la resistenza che un trasduttore offre al passaggio di corrente alternata. L'unità di misura di entrambe è l'ohm (Ω). I valori di impedenza adottati dai costruttori per le cuffie dinamiche, variano notevolmente, da un minimo di 8 Ω ad un massimo di 2000 Ω, ma mediamente fra 32 e 600 Ω. La notevole differenza di questo valore è in ragione dei diversi tipi di amplificatore al quale la cuffia va collegata. L'intensità del suono prodotto dipende dalla corrente elettrica (tensione) che circola nella bobina dell'auricolare, dissipando watt di potenza, secondo la legge di Ohm, {\displaystyle W=V^{2}/R}, dove R è l'impedenza della cuffia.
Dunque, più alto è il valore d'impedenza della cuffia, maggiore dovrà essere la tensione disponibile all'uscita dell'amplificatore; e l'impianto Hi-Fi casalingo alimentato dalla rete a 240 V, non ha problemi a fornire un segnale adatto per ogni tipo di cuffia, con livelli anche di decine di volt. Di contro, nel caso di un lettore mp3 portatile, alimentato da batterie a basso voltaggio (da 2,4 a 4,8 V), il livello di tensione fornito all'uscita cuffia non potrà superare quello delle batterie che alimenta l'amplificatore; ne consegue che per avere un adeguato volume in uscita con questi dispositivi portatili (come lo smartphone), si deve usare auricolari e cuffie con basso valore di impedenza (< 100 Ω, meglio 32 Ω) o utilizzare particolari amplificatori per cuffie portatili, in grado di erogare il segnale adatto. La qualità del suono di una cuffia è teoricamente indipendente dal valore di impedenza dei trasduttori adottati, e basti pensare alla storica cuffia ad alta fedeltà modello PRO-4 del costruttore Koss, che nelle prime versioni aveva un'impedenza di 8 ohm, o alla Sennheiser HD414 prima serie, che aveva 2000 ohm, tuttavia i segnali a basso voltaggio tendono ad avere una dinamica inferiore, un maggiore rumore, e i migliori amplificatori per cuffia sono quelli più adatti alle alte impedenze.

## Precauzioni
L'ascolto di musica o programmi sonori a volume troppo elevato e per prolungati periodi di tempo, può causare danni all'udito. Alcuni di questi danni potrebbero essere irreversibili, per cui è preferibile fare prevenzione, usando varie precauzioni.
I valori del volume sonoro è rappresentato in dB (SPL) e rappresenta la pressione acustica a cui è sottoposto l'orecchio (l'udito umano). Il tempo di esposizione modifica il valore massimo ammissibile. Una pressione sonora di 120 dB (SPL), è considerata la soglia del dolore, con associati danni più o meno temporanei; un concerto rock o una discoteca possono facilmente raggiungere livelli di 110 dB (SPL), e in poco tempo produrre danni. Pressioni di 140-150 dB (SPL) sono considerate come soglia di rottura del timpano o di altri organi, con associati danni permanenti.
La seguente tabella è stata desunta dalle raccomandazioni del Decreto Legislativo 81/2008, Titolo VIII, sulle normative in materia di sicurezza riguardo vibrazioni e rumore, e può essere confrontata con le pressioni dichiarate dei vari tipi di cuffia:
| Livello di Pressione Sonora continua | Tempo massimo di esposizione |
| ------------------------------------ | ---------------------------- |
| 85 dB (SPL)                          | 8 ore                        |
| 88 dB (SPL)                          | 4 ore                        |
| 91 dB (SPL)                          | 2 ore                        |
| 94 dB (SPL)                          | 1 ora                        |
| 97 dB (SPL)                          | 30 minuti                    |
| 100 dB (SPL)                         | 15 minuti                    |
| 103 dB (SPL)                         | 8 minuti                     |
| 106 dB (SPL)                         | 4 minuti                     |
| 109 dB (SPL)                         | 2 minuti                     |
| 112 dB (SPL)                         | 1 minuto                     |
| 115 dB (SPL)                         | 30 secondi                   |

Oltre alle precauzioni per l'integrità dell'udito, l'uso degli auricolari è limitato anche in altri ambiti, come la corsa in ambito urbano, in quanto isola il corridore dal mondo circostante.

Inoltre è stato osservato come nei maschi di età comprese fra i 18 ed i 25 anni, dove si è osservato che correndo ad una velocità fino ai 10 km/h, l'ascolto della musica induca un peggioramento della meccanica di corsa, con appoggi del piede sul terreno molto pesanti e poco reattivi (il che è un rischi per le articolazioni), problema che scompare al di sopra dei 12 km/h; mentre per le donne di pari età non hanno riscontrato deficit di alcun tipo.